# Сосновка (Темниковский район)
Сосновка — деревня в составе  Русско-Тювеевского сельского поселения Темниковского района Республики Мордовия.

## География
Находится на расстоянии примерно 8 километров по прямой на север-северо-восток от районного центра города Темников.

## История
Известна с 1883 года, когда была учтена как деревня из 5 дворов.

## Население
Постоянное население составляло 133 человека (русские 96%) в 2002 году, 99 в 2010 году .